# Petropedetes vulpiae
Espèce
Petropedetes vulpiae est une espèce d'amphibiens de la famille des Petropedetidae.

## Répartition
Cette espèce est endémique du centre de l'Afrique. Elle se rencontre jusqu'à 1 000 m d'altitude de l'Est du Nigeria à travers le Cameroun jusqu'au Sud du Gabon et à la frontière avec la République du Congo.

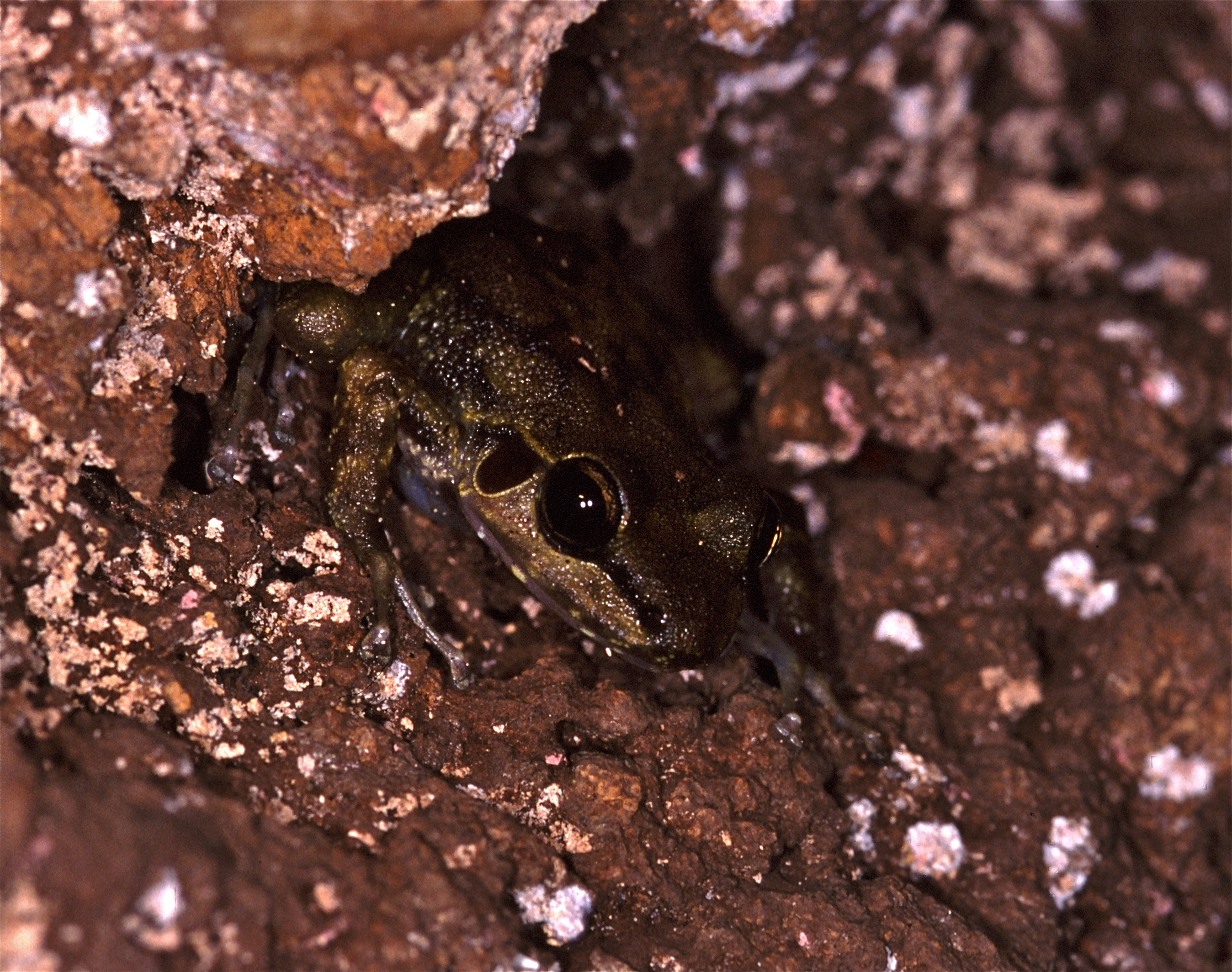

## Étymologie
Cette espèce est nommée en l'honneur de Christine Fuchs, en effet vulpes signifie en latin la même chose que fuchs en allemand, ie "le renard".

## Publication originale
- Barej, Rödel, Gonwouo, Pauwels, Böhme & Schmitz, 2010 : Review of the genus Petropedetes Reichenow, 1874 in Central Africa with the description of three new species (Amphibia: Anura: Petropedetidae). Zootaxa, no 2340, p. 1-49.